# Bulbophyllum major
Bulbophyllum major är en orkidéart som först beskrevs av Henry Nicholas Ridley, och fick sitt nu gällande namn av Pieter van Royen. Bulbophyllum major ingår i släktet Bulbophyllum och familjen orkidéer. Inga underarter finns listade i Catalogue of Life.